# Groupe Galapagos
Galapagos est un groupe familial français d'origine bretonne, spécialisé dans la biscuiterie traditionnelle, fondé en 1983 par Christian Tacquard. Son siège social est basé à Rennes, en Ille-et-Vilaine. Il détient les biscuiteries Traou Mad, Gavottes (au sein de Loc Maria Biscuits, basée à Dinan), Moulin du Pivert et la Maison Fossier ainsi que la chocolaterie Mademoiselle de Margaux.
En 2024, le groupe emploie près de 600 salariés avec un chiffre d’affaires de 125 millions d’euros.

## Historique

### Origines
L'entreprise est créée par Christian Tacquard en 1990 lorsqu'il rachète avec sa femme la biscuiterie Loc Maria à Dinan. L'entreprise fait alors un chiffre d'affaires d'environ 4 millions d'euros[réf. nécessaire].
Le 5 juin 2012, le groupe Galapagos acquiert la biscuiterie Traou Mad, fabricant des galettes de Pont-Aven. Le chiffre d'affaires continue de croître jusqu'à atteindre environ 160 millions d'euros en 2013.
L'objectif avec ce dernier rachat est alors selon le fondateur de l'entreprise de « faire de Galapagos le "vaisseau amiral" de la gastronomie bretonne à l'étranger » en visant alors l'international. Les capacités de production du groupe sont développées, avec le regroupement à Coray en 2010 de la production des Galettes de Pleyben et des biscuits Jos Peron.

### 2010: acquisitions successives
Le groupe entame dans les années 2010 un début de diversification. En plus du premier pôle biscuiterie déjà constitué, des investissements sont faits dans les secteurs de la pâtisserie et des produits salés. En 2007, le Galapagos crée avec le groupe rennais Norac la co-entreprise Goûters Magiques, qui possède des marques comme les Crêpes Whaou, mais il s'en désengage dès 2016 en revendant ses parts au groupe Norac.
Le groupe rachète le producteur de pâtes Alpina Savoie en 2009, et fait croître par des opérations de croissance externe comme par le rachat en 2022 de l'entreprise alsacienne Heimburger, propriétaire des Pâtes Grand'Mère, mais revend l'ensemble en 2023 pour recentrer ses activités vers le secteur des biscuits.
En 2014, l'usine qui produit les galettes Loc Maria à Dinan est agrandie pour 12 millions d'euros avec pour but de produire 5 300 tonnes par an. Le chiffre d'affaires du groupe croît lors de cette période pour atteindre 240 millions d'euros. La même année le siège du groupe jusque-là situé à Saint-Grégoire est déménagé à Rennes au Mabilay.

### 2020: diversification
Une diversification est entamée au tournant des années 2020. En juillet 2019, le groupe rassemble ses biscuiteries Traou Mad, Gavottes et Moulin du Pivert et leurs huit usines au sein d'une nouvelle entité nommée Galapagos Gourmet. Unexo, filiale du Crédit agricole et Arkéa Capital, filiale du groupe de bancassurance breton Crédit mutuel Arkéa, prennent chacun une part de 15 % dans la nouvelle entité, à la tête de laquelle est nommée Aurélie Tacquard,. Dans le même temps, le groupe cède sa participation dans Alpina Savoie au Crédit mutuel et à l'entreprise alsacienne Heimburger,.
La Maison Fossier, productrice des biscuits roses de Reims, est rachetée en 2021. Le 28 mai 2024, le groupe Galapagos rachète l'épicerie de luxe Fauchon Paris, propriété de la famille Ducros depuis 2004,. Fauchon est présent dans une quinzaine de pays et représente 85 points de vente, deux hôtels ainsi qu'une école supérieure de gastronomie.